# Rio Kinabatangan
O rio Kinabatangan (em malaio: Sungai Kinabatangan) é um rio da Divisão Sandakan [en], no leste de Sabá, na Malásia. É o segundo rio mais longo da Malásia, com 560 km de comprimento, desde suas nascentes nas montanhas do sudoeste de Sabá até sua foz no Mar de Sulu, a leste de Sandakan. A área é conhecida por sua alta biodiversidade, incluindo suas cavernas de calcário em Gomantong Hill, florestas de Dipterocarpaceae de terras secas, florestas ribeirinhas, florestas de pântano de água doce, lagos em ferradura e manguezais salgados perto da costa.

## Etimologia e história
Com o assentamento dos primeiros comerciantes chineses ao redor da área da foz do rio, o nome Kina Batañgan foi usado pelos povos indígenas da área para o rio, sendo a palavra Kina uma referência dos indígenas Dusun [en] para os chineses. Os Orang Sungai [en] viviam tradicionalmente ao longo das margens do rio e eram de ascendência mista, incluindo Dusun, Tausūg [en], Bugis [en], Bajaus e chineses. Os primeiros assentamentos de comerciantes chineses nas margens do rio Kinabatangan foram estabelecidos desde o século VII, onde comercializavam andorinhões-de-ninho-branco [en], cera de abelha e marfim. No século XV, uma irmã do líder do assentamento chinês de Kinabatangan casou-se com o sultão de Brunei. Durante a era britânica de Bornéu do Norte, o rio serviu como rota para a exportação de bens e madeira, navegável para escaleres e também para barcos menores. William Burgess Pryer [en] tentou estabelecer um mercado em um local chamado Domingol ao longo da costa do rio, mas o plano não prosperou.

## Geologia e ecologia

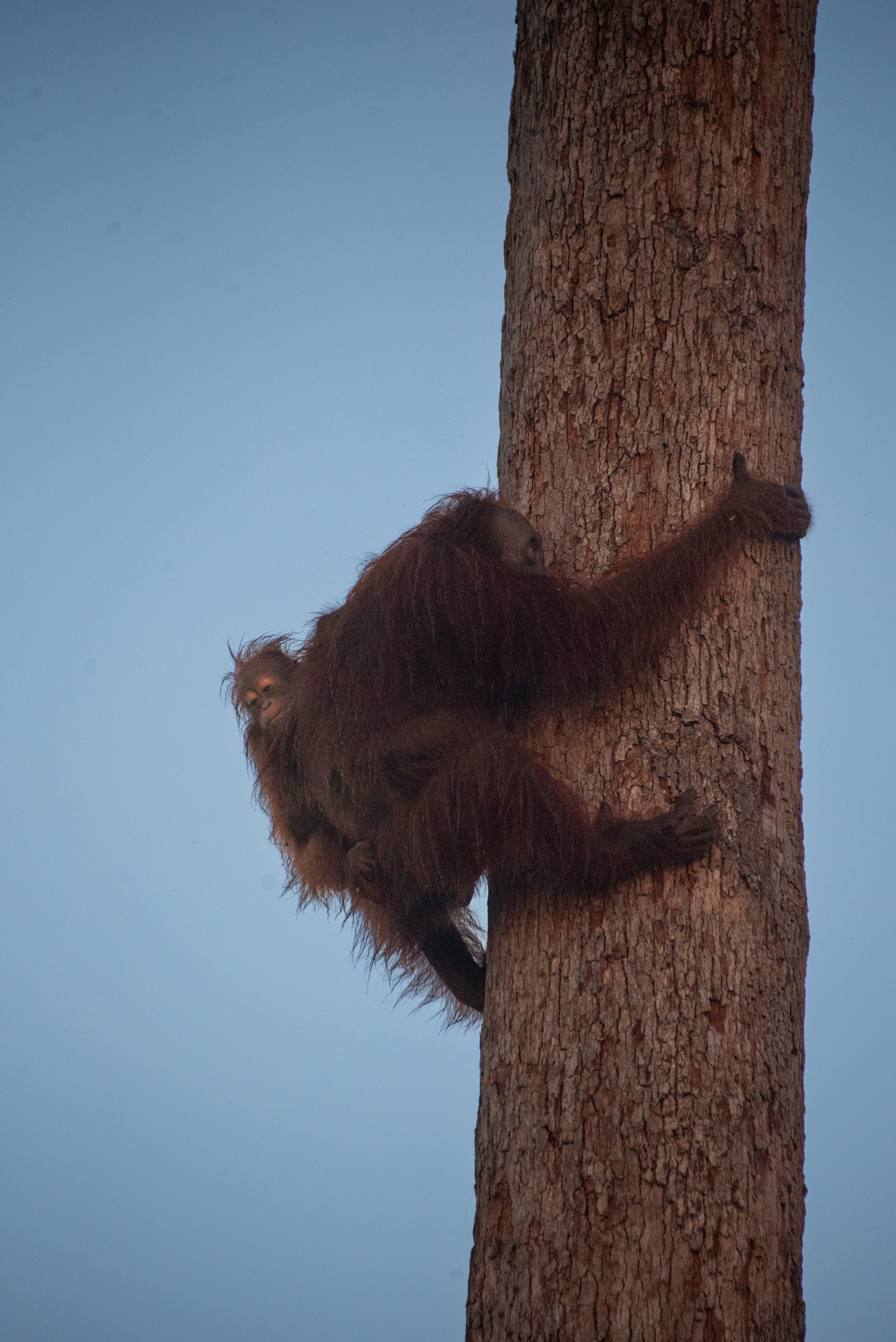
Orangotango-de-Bornéu fêmea com filhotes no rio Kinabatangan.

A área do rio, incluindo Labang e Kuamut, foi formada pelos períodos Mioceno Inferior e Médio, enquanto grande parte do sistema fluvial da Bacia de Maliau [en] foi formada durante o Mioceno Inferior e Superior. Em direção à foz do rio, a área é composta por depósitos caóticos do Mioceno Médio. A ecologia do curso superior do rio foi gravemente afetada pela extração excessiva de madeira e pelo desmatamento para plantações, embora a floresta original da planície e os manguezais próximos à costa tenham sobrevivido em grande parte, fornecendo santuário para uma população de crocodilos-de-água-salgada (Crocodylus porosus) e contendo algumas das maiores concentrações de vida selvagem de Bornéu.
Os orangotangos-de-Bornéu, os macacos-narigudos, os elefantes-pigmeus-de-Bornéu e os leopardos-nebulosos-de-Bornéu são alguns dos mamíferos mais notáveis que podem ser encontrados ao longo do rio. Há também muitas espécies de pássaros, como a família dos calaus: calau-preto, calau-enrugado [en], calau-de-pescoço-branco [en], calau-rinoceronte e calau-oriental.
O endêmico tubarão Glyphis gangeticus é encontrado nas partes mais baixas do rio.

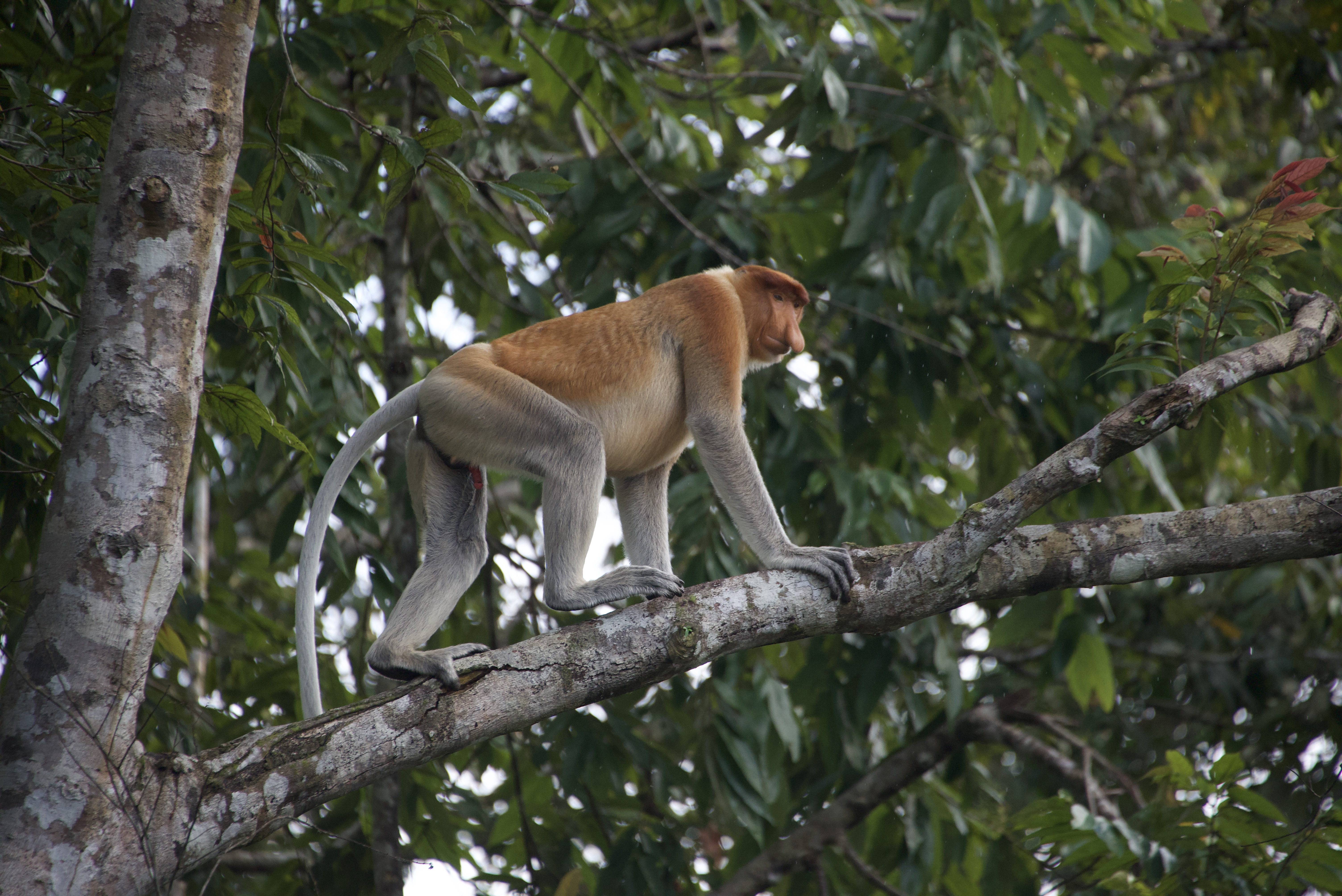
Macaco-narigudo adulto no rio.

Em muitos vilarejos ao longo do rio, a demanda por peixes de água doce sempre foi alta, e a subsistência dos moradores dependia muito da renda obtida com a pesca. Todos os anos, as chuvas torrenciais da monção do nordeste fazem com que o rio encha rapidamente. Incapaz de desaguar no mar com rapidez suficiente, o rio frequentemente transborda de suas margens e se espalha pelas terras planas de seus trechos inferiores, criando uma enorme planície de inundação.

## Esforços de conservação

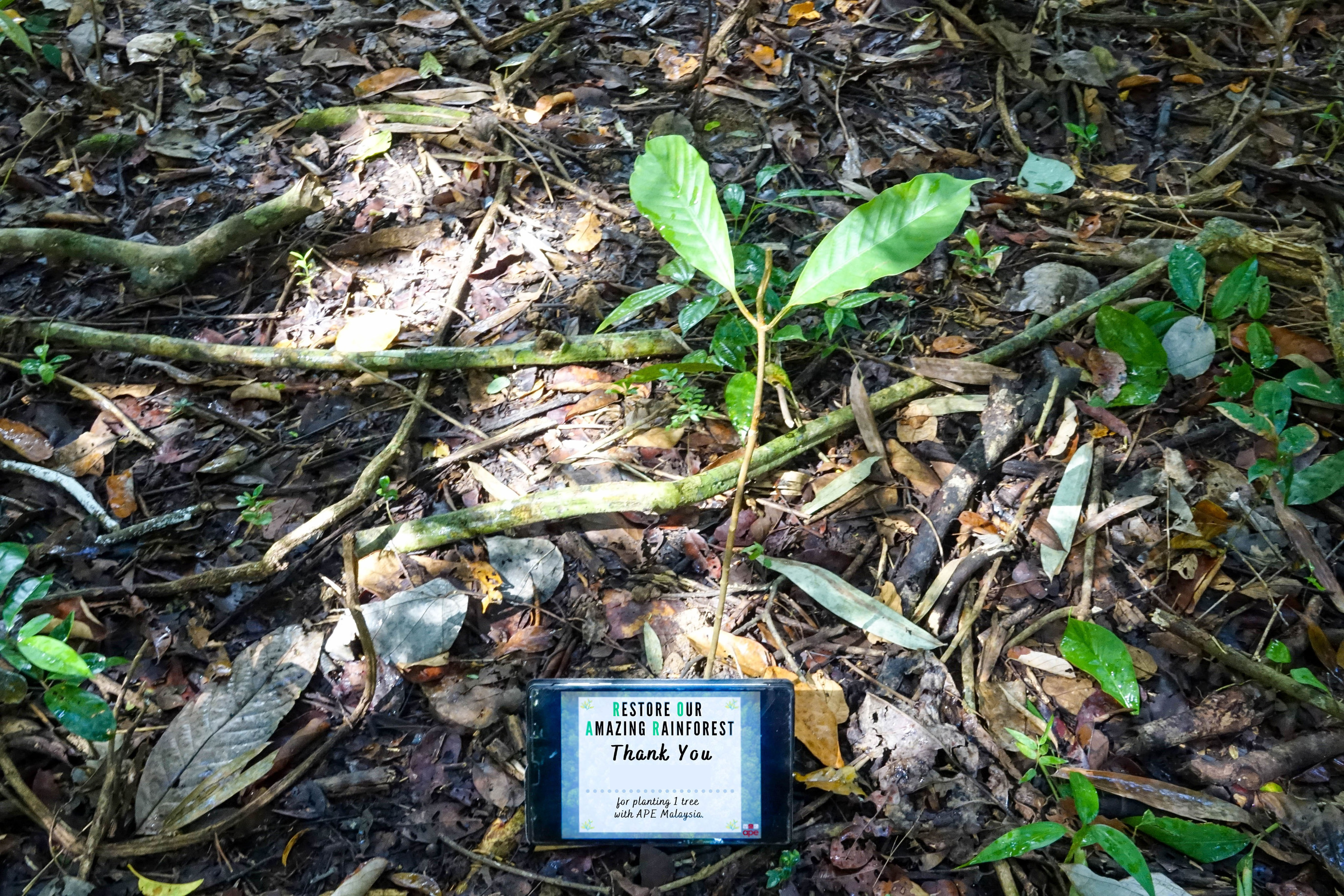
Uma muda plantada pela APE Malásia no Santuário de Vida Selvagem do Baixo Kinabatangan, Sabá, Malásia.

Em 1997, 270 km² da planície de inundação do baixo Kinabatangan foram declarados área protegida. Grande parte da área mais profunda do rio é protegida pelo Santuário do Baixo Kinabatangan, uma reserva de 28.000 hectares criada em 1999 que oferece uma variedade de habitats para a flora, especialmente uma floresta de pântano de água doce, manguezais, palmeiras e bambus, além de fauna, como Presbytis hosei [en], macacos-narigudos, orangotangos-de-Bornéu, macacos-cauda-de-porco-do-sul, gibões-cinza, Nycticebus menagensis [en], elefantes-pigmeus-de-Bornéu, leopardos-nebulosos-de-Bornéu e rinocerontes-de-Bornéu [en]. Em 2001, a planície de inundação do baixo Kinabatangan foi transformada em uma área de santuário de pássaros por meio dos esforços de organizações não governamentais (ONGs). Após a atenção da mídia depois que a cabeça de um elefante decapitado foi encontrada flutuando rio abaixo em 2006, a área protegida foi declarada Santuário de Vida Selvagem de Kinabatangan por meio da Lei de Conservação da Vida Selvagem de Sabá de 1997, sob a alçada do Departamento de Vida Selvagem de Sabá em 2009.
Desde o início da era moderna, no começo da década de 1950, até 1987, a área do baixo Kinabatangan foi submetida a atividades comerciais de extração de madeira e mais de 60.000 hectares de sua floresta tropical de planície foram transformados em plantações de cacau e óleo de palma. Isso resultou em grave poluição do rio, o que afetou muito a vida dos moradores que dependiam do rio para sua subsistência, atraindo a atenção do Ministério do Turismo, Cultura e Meio Ambiente do governo de Sabá. Em 2011, a Nestlé lançou um projeto de reflorestamento da área ribeirinha ao longo do rio Kinabatangan em Sukau para criar uma paisagem em que as pessoas, a natureza e as atividades agrícolas pudessem coexistir harmoniosamente em sua necessidade de água. A maior parte do turismo de natureza na área do rio Kinabatangan está concentrada em torno de Sukau, pois é acessível por estrada e oferece acomodações confortáveis aos visitantes dispostos a pagar por passeios bem administrados.

## Acessibilidade
A única ponte que cruza o rio está localizada na Rota Federal 13, a cerca de 108 km de Sandakan. Uma ponte de 350 m ligando Sukau a Litang e Tommanggong foi planejada, mas cancelada em abril de 2017 após a oposição de conservacionistas, incluindo David Attenborough, devido ao possível efeito adverso sobre a população local de elefantes-pigmeus-de-Bornéu. O rio pode ser visitado durante todo o ano, embora seja frequentemente inundado durante a parte mais chuvosa do ano, em dezembro e janeiro. De abril a outubro, durante a principal estação de floração e frutificação, o clima geralmente é bastante seco e é uma boa época para observar muitos pássaros e animais. Durante as monções do nordeste, de novembro a março, geralmente ocorrem chuvas fortes durante as tardes, que se estendem até dezembro e janeiro. Durante a estação chuvosa, é possível atravessar muitos dos canais dos rios que levam aos lagos em ferradura, onde há uma maior concentração de vida selvagem.

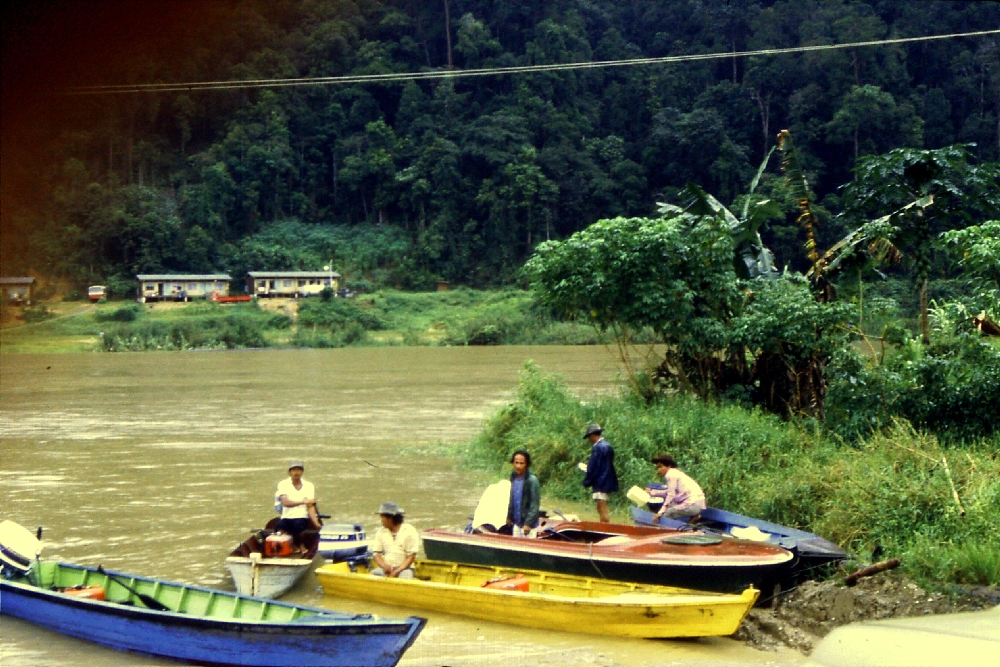
O rio em 1984.
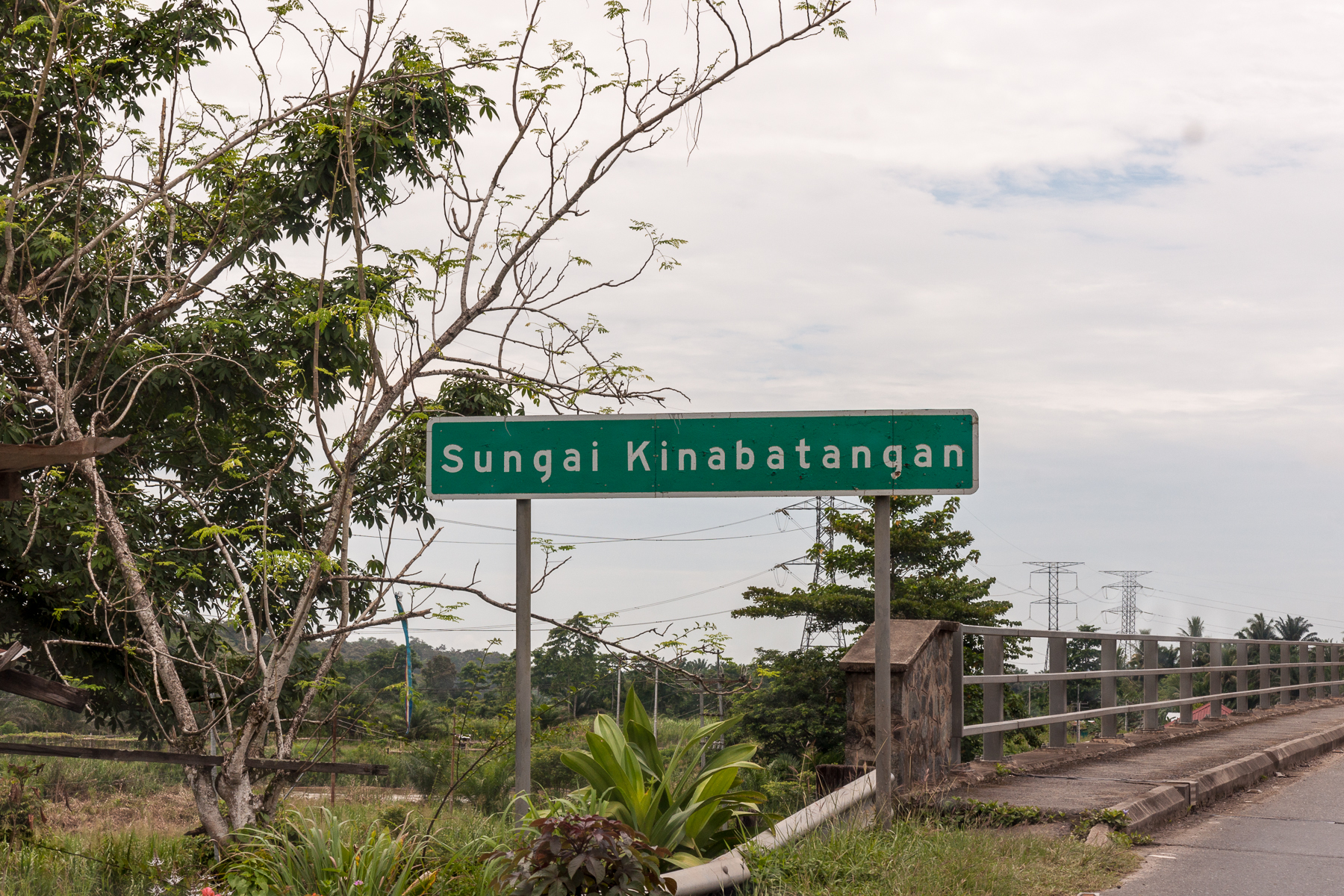
Uma placa de sinalização em uma ponte rodoviária que passa pelo rio.
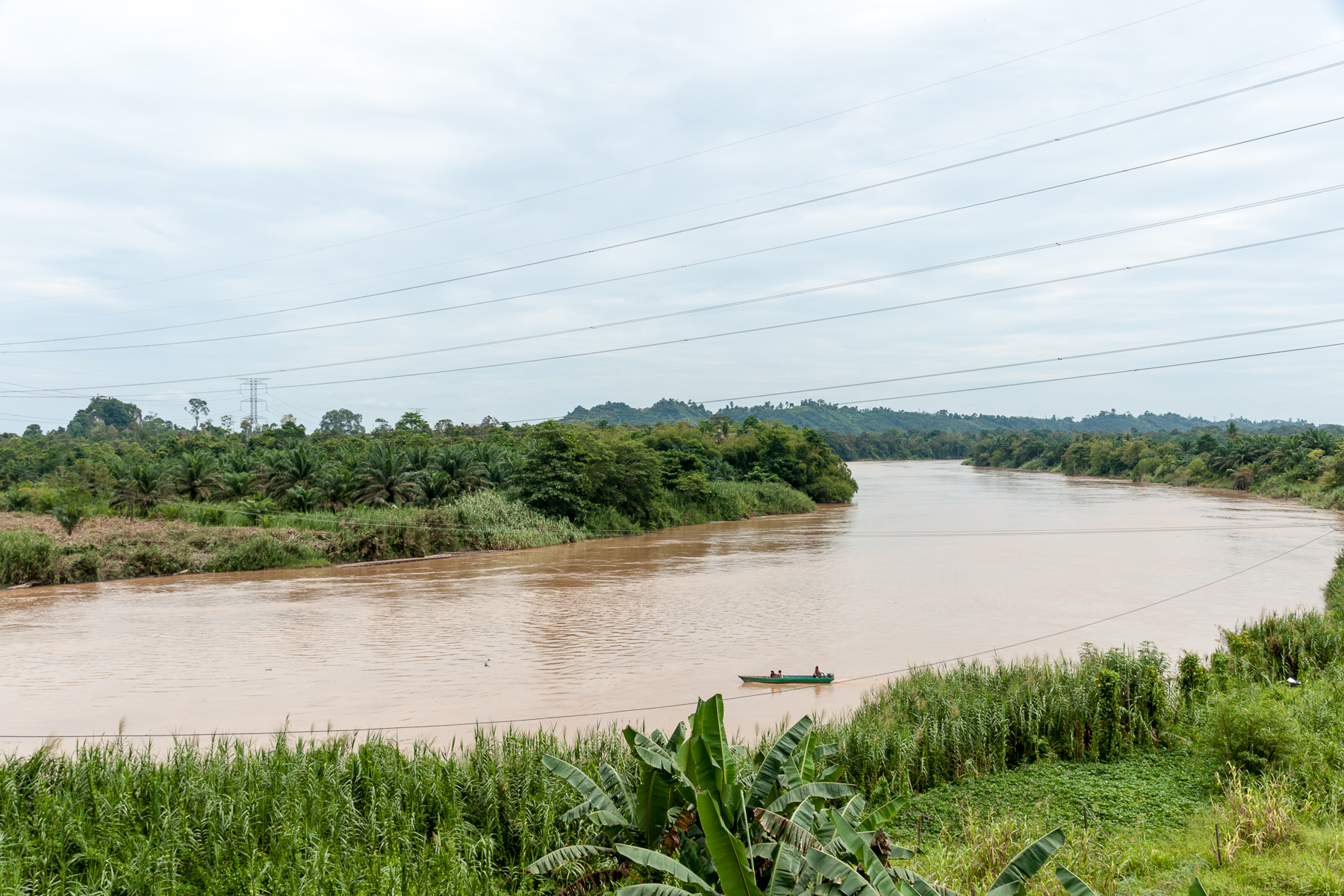
O rio visto de longe.
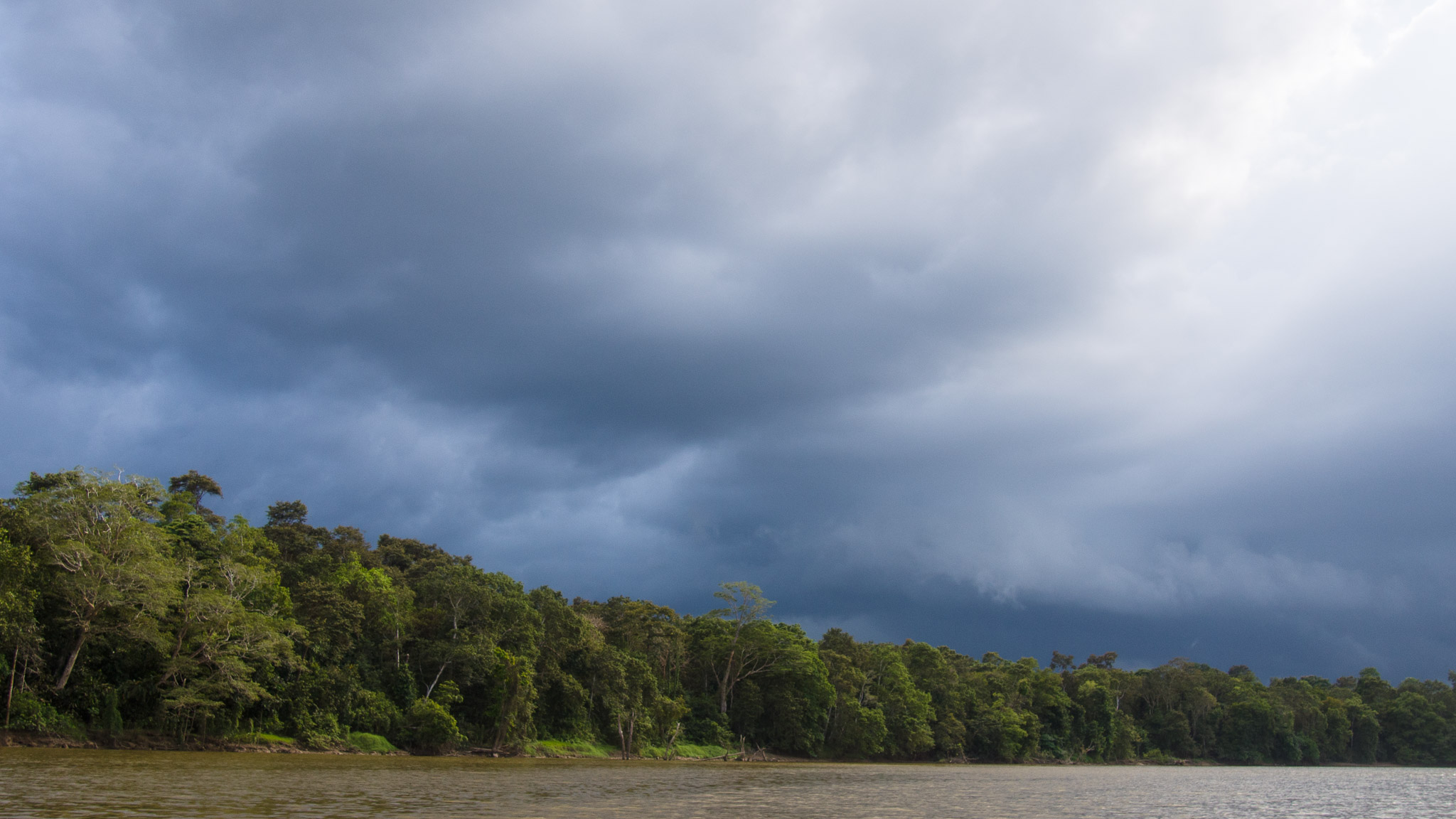
Vegetação ao longo do rio.
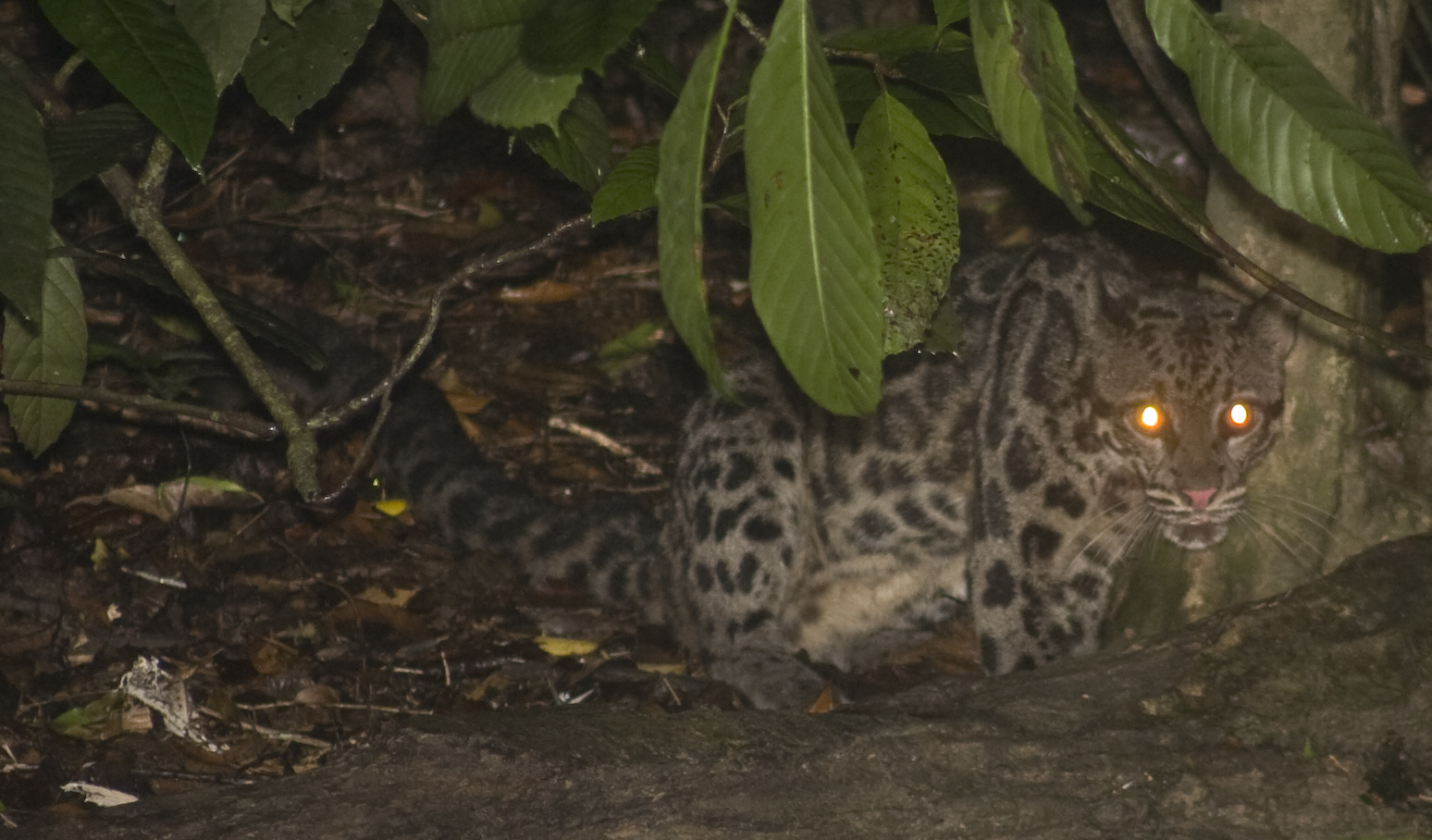
Leopardo-nebuloso-de-Bornéu ao longo da parte inferior do rio.
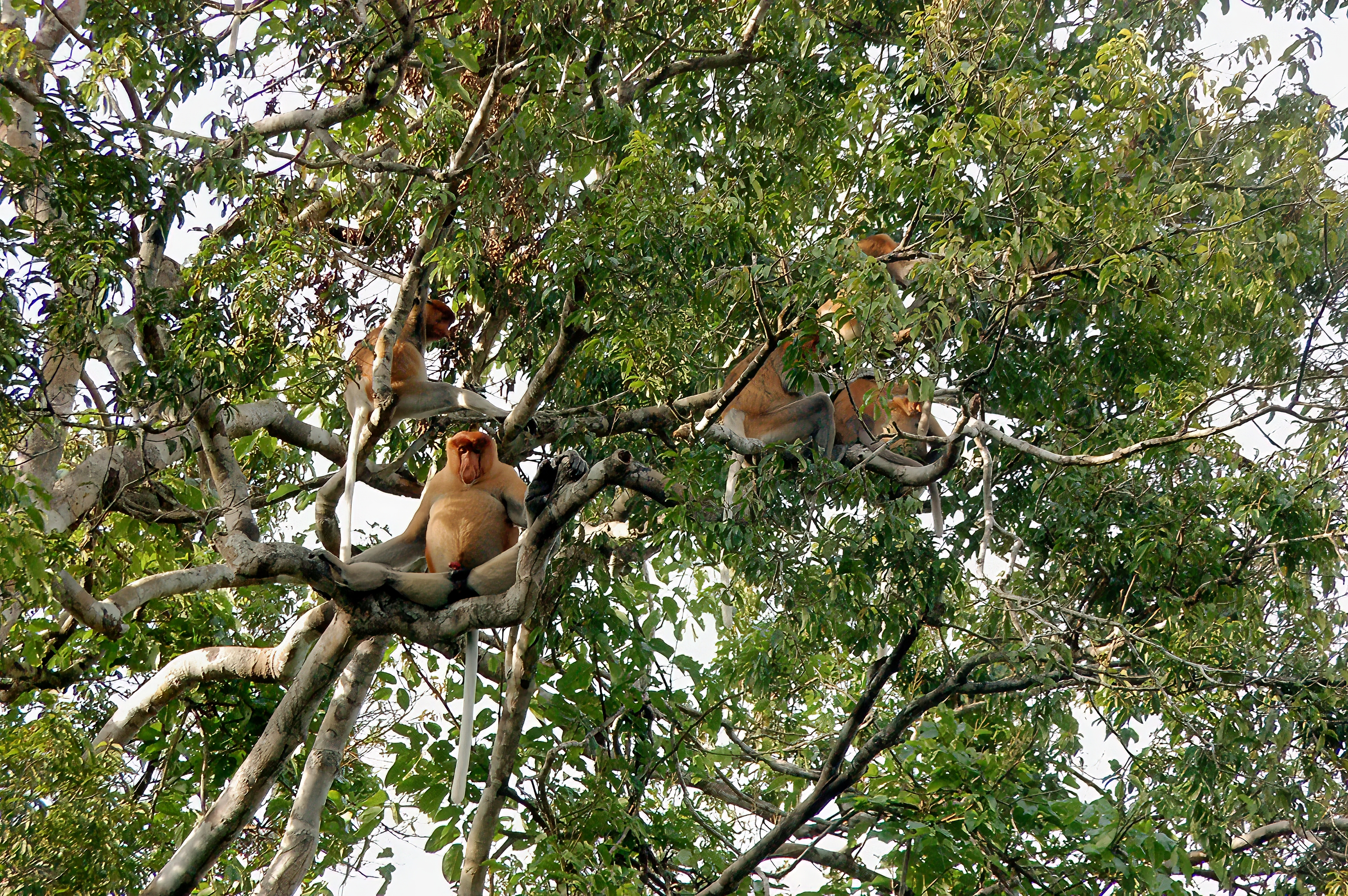
Um grupo de macacos-narigudos à beira do rio Kinabatangan.
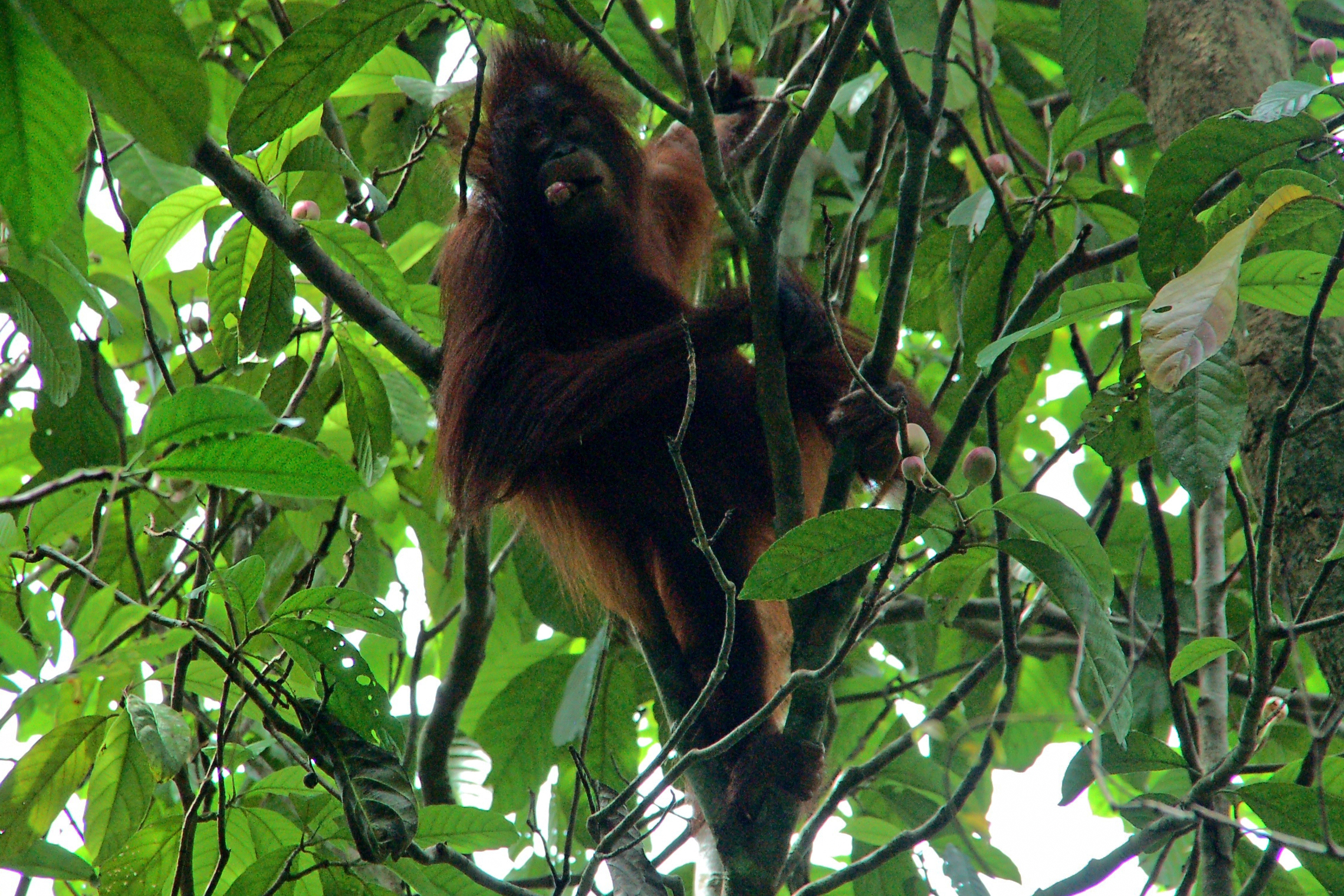
Orangotango à beira do rio.